# Jamie Adjetey-Nelson
Jamie Adjetey-Nelson (né le 20 mai 1984 à Scarborough) est un athlète canadien, spécialiste du décathlon.

## Carrière sportive
Il remporte les Jeux du Commonwealth à New Delhi en dépassant les 8 000 points. Son record est de 8 239 points obtenus à Kladno le 16 juin 2010.

## Records personnels
- 100 m :	10 s 70	1,9	Saint-Domingue	31/05/2008
- 400 m :  	48 s 92		Victoria 	08/07/2004
- 1 500 m : 	4:39.01		Victoria	09/07/2004
- 110 m haies :	14 s 62	2,0	Kladno	16/06/2010
- Hauteur :	2,09 m		Kladno	15/06/2010 et 2,09		Tucson, AZ	03/04/2008
- Perche : 	4,50		Tucson, AZ	04/04/2008
- Longueur :	7,65	2.0	Saint-Domingue	31/05/2008
- Poids : 	15,00 m		New Delhi	06/10/2010
- Disque : 	49,17		Kladno	16/06/2010
- Javelot :	62,74		Kladno	16/06/2010

À l'octathlon (garçons), il avait obtenu 5 809 points à Debrecen le 13 juillet 2001 (classé 6e) en finale.